# إل أويو دي بيناريس
بلدية إل أويو دي بيناريس (بالإسبانية: El Hoyo de Pinares) هي بلدية تقع في مقاطعة آبلة التابعة لمنطقة قشتالة وليون وسط إسبانيا.

## الديموغرافيا
يبلغ عدد سكان بلدية إل أويو دي بيناريس 2.422 نسمة عام 2011 (وفقاً للمعهد الوطني للإحصاء الإسباني).
| 2.525 | 2.381 | 2.261 | 2.393 | 2.364 | 2.401 | 2.422 |